# Réal colombien
Pour les articles homonymes, voir Réal.
Le réal était la monnaie officielle de la Colombie jusqu'en 1837. Il n'y a jamais eu de subdivisions du réal jusqu'à ce qu'il cesse d'être l'unité monétaire principale. 8 réaux équivalent à 1 peso et 16 réaux équivalent à 1 escudo.

## Histoire
Jusqu'en 1820, la Colombie a utilisé le réal espagnol colonial, dont certains étaient frappés à Bogota et Popayán. Après 1820, des séries spécifiques furent frappées pour la Colombie, sous différents noms suivant les États. En 1837, le peso, valant 8 réales, devint l'unité monétaire principale. Le réal continua de circuler au taux d'un peso pour huit réaux jusqu'en 1847, lorsqu'un nouveau réal fut introduit à un taux de dix réaux pour un peso et divisé en 10 decimos de réal. Ce nouveau réal fut renommé le decimo en 1853, bien que des pièces en réaux furent à nouveau frappées en 1859-1862 et en 1880.

## Pièces
Durant la période coloniale espagnole, des pièces d'argent de ¼, ½, 1, 2, 4 et 8 réaux et des pièces en or de 1, 2, 4 et 8 escudos étaient frappées à Bogotá et Popayán, les dernières étant produites en 1820. Durant la guerre d'indépendance, des séries régionales furent frappées par les royalistes à Popayán et Santa Marta, et par les républicains à Carthagène des Indes et dans le département de Cundinamarca. Popayán produisit des pièces de cuivre de ½, 2 et 8 réaux, Santa Marta produisit des pièces de cuivre de ¼ et ½ réal et des pièces d'argent de 2 réaux, Carthagène produisit des pièces de ½ et 2 réaux, et Cundinamarca produisit des pièces d'argent de ¼, ½, 1 et 2 réaux. Cundinamarca fut amené à produire des pièces d'argent de ½, 1, 2 et 8 réaux entre 1820 et 1823.
Les Provinces-Unies de Nouvelle-Grenade frappèrent des pièces d'argent de ½, 1, 2 et 8 réaux entre 1819 et 1822. Elles furent suivies par des frappes de la République de Colombie, de pièces d'argent de ¼, ½, 1 et 8 réaux, de pièces d'or d'un peso et de 1, 2, 4 et 8 escudos.

## Billets
Aux alentours de 1819, des billets commencèrent à être émis par le gouvernement d'une valeur nominale de ½, 1, 2 et 4 réaux, également appelés 6¼, 12½, 25 et 50 centavos. Ils furent suivies, dans les années 1920, par des billets de 1, 2, 3 et 5 pesos.